# لورنس ماغيري
لورنس ماغيري (بالإنجليزية: Laurence Maguire)‏ هو لاعب كرة قدم بريطاني في مركز الدفاع، ولد في 8 فبراير 1997 في شفيلد في المملكة المتحدة. لعب مع نادي تشيسترفيلد.

## وصلات خارجية
- لورنس ماغيري على موقع قاعدة بيانات كرة القدم.إي يو (الإنجليزية)
- لورنس ماغيري على موقع Soccerbase.com (لاعب) (الإنجليزية)